# Distritos da Suíça
Distrito, na Confederação Suíça, é o nível imediatamente inferior ao cantão. São 166, desde 2006. 
Quatro cantões e quatro semicantões (Uri, Glaris, Zug e Genebra) não têm distritos - apenas comunas.
Os distritos não são colectividades políticas mas unicamente entidades administrativas. Entre 1850 e 2000 a divisão em distritos manteve-se estável, mas, a partir de 2000, o Cantão dos Grisons, o Cantão de São Galo (Saint-Gall) e o Cantão de Vaud reviram as estruturas dos distritos, eventualmente suprimindo-os.
Em contraste com os estados de organização centralizada, na Suíça federalista cada cantão é completamente autónomo no que toca à sua própria subdivisão administrativa. A independência de um governo central, reflete-se tanto na administração fiscal - cada cantão recolhendo e administrando seus próprios tributos - quanto legalmente - com decisões regionais sobre leis trabalhistas, penais e comerciais. 
Consequentemente, existe uma grande variedade de estruturas e de terminologia para as entidades subnacionais intermediárias entre o cantão e o município, normalmente referidas como distritos. O fato de a Suíça ter fronteiras com Alemanha, França e Itália determina a língua e outros aspectos da cultura, incluindo as próprias designações locais dessas entidades. Assim, a maioria dos cantões está dividida em Bezirke (distrito em alemão), também referidos como Ämter (Lucerna), Amtsbezirke (Berna), district (em francês e romanche) ou distretto, em italiano (Ticino e Grisões).

## Ausência de distritos
Dez dos 26 cantões dispensam inteiramente o nível de administração distrital: Uri, Obwald, Nidwald, Appenzell Exterior, Glaris, Zug, Basileia-Cidade e Genebra, cada um com as suas próprias razões, sejam elas históricas ou de praticidade ou, ainda, devido às já reduzidas dimensões do cantão. O cantão de Schaffhausen renunciou à divisão distrital em meados de 1999. Desde o início de 2003, o cantão de São Galo também deixou de reconhecer a divisão distrital, tendo as funções administrativas passado para a constituição eleitoral.

## Divisão distrital
| Aargau             | AG | Argóvia            | 11 | Bezirke                       |
| Appenzell Exterior | AR | Appenzell Exterior |    |                               |
| Appenzell Interior | AI | Appenzell Interior |    |                               |
| Basileia-Cidade    | BS | Basileia-Cidade    |    |                               |
| Basileia-Campo     | BL | Basileia-Campo     | 5  | Bezirke                       |
| Berne              | BE | Berna              | 26 | Amtsbezirke, Districts        |
| Fribourg           | FR | Friburgo           | 7  | Districts, Bezirke            |
| Geneva             | GE | Genebra            |    |                               |
| Glarus             | GL | Glaris             |    |                               |
| Grisons            | GR | Grisões            | 11 | Bezirke, districts, distretti |
| Jura               | JU | Jura               | 3  | districts                     |
| Lucerne            | LU | Lucerna            | 5  | Ämter                         |
| Neuchâtel          | NE | Neuchâtel          | 6  | districts                     |
| Nidwalden          | NW | Nidwald            |    |                               |

| Obwalden     | OW | Obwald       |     |                    |
| Schaffhausen | SH | Schaffhausen |     |                    |
| Schwyz       | SZ | Schwyz       | 6   | Bezirke            |
| Soleura      | SO | Soleura      | 10  | Bezirke            |
| São Galo     | SG | São Galo     | 8   | Wahlkreise         |
| Turgóvia     | TG | Turgóvia     | 8   | Bezirke            |
| Ticino       | TI | Ticino       | 8   | distretti          |
| Uri          | UR | Uri          |     |                    |
| Valais       | VS | Valais       | 14  | districts, Bezirke |
| Vaud         | VD | Vaud         | 19  | districts          |
| Zug          | ZG | Zug          |     |                    |
| Zurique      | ZH | Zurique      | 12  | Bezirke            |
|              |    | Total        | 159 | -                  |

## Mapa
Localização dos cantões e respectivas abreviações